# Louppy-le-Château
Louppy-le-Château is een gemeente in het Franse departement Meuse (regio Grand Est) en telt 167 inwoners (2004).
De plaats maakt deel uit van het kanton Revigny-sur-Ornain in het arrondissement Bar-le-Duc. Voor maart 2015 was het deel van het kanton Vaubecourt, dat toen werd opgeheven.

## Geografie
De oppervlakte van Louppy-le-Château bedraagt 18,0 km², de bevolkingsdichtheid is 9,3 inwoners per km².
De onderstaande kaart toont de ligging van Louppy-le-Château met de belangrijkste infrastructuur en aangrenzende gemeenten.

## Demografie
Onderstaande figuur toont het verloop van het inwonertal (bron: INSEE-tellingen).